# Eldred Jones
Eldred Durosimi Jones (* 6. Januar 1925 in Freetown; † 21. März 2020 ebenda) war ein sierra-leonischer Literaturwissenschaftler.

## Leben
Jones besuchte die CMS Grammar School, danach von 1944 bis 1947 das Fourah Bay College und schloss das Studium mit einem Bachelor of Arts ab. Von 1950 bis 1953 setzte er sein Studium der englischen Sprache und Literatur am Corpus Christi College der Universität Oxford fort. Daraufhin kehrte er als Dozent ans Fourah Bay College zurück, promovierte 1962, wurde 1964 Professor und von 1974 bis zu seiner Emeritierung 1985 Direktor des College.
1968 gründete er die afrikanistische Fachzeitschrift African Literature Today, deren Herausgeber er mehr als drei Jahrzehnte lang war.

## Werk
Jones publizierte Studien zur afrikanischen Literatur sowie zur Darstellung Afrikas und der Afrikaner in der englischen Literatur. Zudem schrieb er Erzählungen, in denen Begegnungen zwischen Europäern und Afrikanern thematisiert werden.
Da er in mittleren Jahren sein Augenlicht verlor, wurden seine späteren Schriften von seiner Frau Marjorie Jones niedergeschrieben.

## Schriften
- Othello’s Countrymen: The African in English Renaissance Drama. Oxford University Press 1965.
- The Elizabethan Image of Africa. University of Virginia for the Folger Shakespeare Library 1971.
- The Writing of Wole Soyinka. London: Heinemann 1973.
- The Freetown Bond: A Life under Two Flags. Hg. v. James Currey, 2012.

## Mitgliedschaften und Auszeichnungen
- Fellow der Royal Society of Arts
- Distinguished Africanist Award der African Studies Association of the UK (zusammen mit Marjorie Jones, 2002)
- Honorary Fellow des Corpus Christi College, Oxford (2002)
- Ehrendoktorwürde der Universität Birmingham (2005)